# Elaphoglossum revaughanii
Elaphoglossum revaughanii är en träjonväxtart som beskrevs av David H. Lorence. Elaphoglossum revaughanii ingår i släktet Elaphoglossum och familjen Dryopteridaceae. Inga underarter finns listade.